# Le armonie di Werckmeister
Le armonie di Werckmeister (Werckmeister Hármoniák) è un film del 2000 diretto da Béla Tarr, tratto dal romanzo Melancolia della resistenza dello scrittore ungherese László Krasznahorkai, che di questo film ha curato la sceneggiatura e il soggetto.

## Trama
Ambientato in una piccola città anonima, desolata e isolata in Ungheria durante il periodo comunista, il film inizia con János Valuska, un giovane fattorino di giornali, che dirige un ballo con gli ubriachi frequentatori di un bar. La danza rappresenta un'eclissi totale del Sole, che disturba e ammutolisce gli animali, e che termina con il ritorno della calda luce del Sole. György, un vecchio amico di János, è un compositore e uno degli intellettuali del villaggio: egli osserva l'imperfezione e il compromesso della scala musicale (come definita da Andreas Werckmeister) e propone alcune modifiche alla scala per renderla più armoniosa.
Nel frattempo fa la sua comparsa un circo costituito esclusivamente da due attrazioni: un principe e una balena. János, dopo aver filosofeggiato su Dio e sulla balena, si reca all'ufficio postale, dove i lavoratori sono sconvolti dai segni inquietanti dell'arrivo del circo, memori della nube che si deposita su ogni città visitata dal circo. La presenza della balena e del principe solleva le masse, e János sente il maestro del circo perdere il controllo del suo principe senza volto. Il principe, liberato dal proprietario del circo, infiamma le masse e il popolo si ribella. I rivoltosi sono brutali, ma la loro disumanità sembra quasi normale e naturale.
Dopo la ribellione, János rinviene il diario di un rivoltoso, che evidenzia come gli stessi rivoltosi non sapessero per cosa fossero arrabbiati, raccontando anche l'orrendo stupro di due ragazze dell'ufficio postale della classe lavoratrice. János abbandona la città per la sua sicurezza, ma viene intercettato da un elicottero; verrà rinchiuso in un istituto per malati mentali. Nel frattempo l'intellighenzia viene rimpiazzata dall'opportunismo politico.
György comunica a János che qualora venisse rilasciato dall'istituto mentale potranno vivere insieme nel suo capanno, in compagnia del suo pianoforte. György afferma anche di aver riaccordato il pianoforte in modo tale che ora sia uguale a tutti gli altri, evidenziando una capitolazione personale, l'abbandono delle speranze di riforma. János si limita a fissarlo, e film si conclude con György che guarda direttamente nell'occhio della balena, per poi allontanarsi guardando la balena triste e lacera, distrutta dai ribelli la sera prima. La sua carcassa putrefatta è avvolta lentamente dalla nebbia, che diventa più bianca e luminosa, riscaldata dalla luce del Sole.

## Riconoscimenti
L'autorevole rivista del British Film Institute Sight & Sound l'ha indicato fra i trenta film chiave del primo decennio del XXI secolo.

## Curiosità
Il titolo del film fa riferimento al compositore e organista tedesco Andreas Werckmeister, noto soprattutto come teorico musicale. Egli coniò il termine "buon temperamento" (in tedesco Wohltemperierte Stimmung), utilizzato per designare qualsiasi sistema di accordatura che permetta di suonare in tutte le tonalità.